# Darwin-Fuchs
Der Darwin-Fuchs (Lycalopex fulvipes, Syn.: Pseudalopex fulvipes) ist eine kleine, stark gefährdete Art der Echten Hunde. Entdeckt wurde er im Jahr 1834 von dem Naturforscher Charles Darwin auf einer Nebeninsel des Chiloé-Archipels in Chile. Lange Zeit wurde er als chilotische Inselform des Argentinischen Kampfuchses (Lycalopex griseus) betrachtet, doch mit der Entdeckung einer kleinen Population auf dem südamerikanischen Festland im Nahuelbuta-Nationalpark im Jahr 1990 und nachfolgenden genetischen Analysen wurde klar, dass der Artstatus gerechtfertigt ist.

## Entdeckung
Am 6. Dezember 1834 erlegte Charles Darwin während seiner Reise mit der Beagle auf der Insel San Pedro südlich von Quellón auf Chiloé einen Fuchs mit seinem Geologenhammer. Er beschrieb ihn als selten, für die Insel Chiloé typisch und von einer noch nicht beschriebenen Art. Man bezeichnete ihn zunächst als (Dusicyon fulvipes), ordnete ihn später jedoch dem Argentinischen Kampfuchs zu, da es keine morphologischen Grundmerkmale gab, die ihn deutlich von diesem unterschieden. Sein Vorkommen auf einer Insel schien die Vermutung zu bestätigen, dass es sich lediglich um eine Inselvariante des Argentinischen Graufuchses handelt. Als man in den 1960er-Jahren Darwin-Füchse im 600 Kilometer weiter nördlich liegenden Nahuelbuta-Nationalpark auf dem südamerikanischen Festland entdeckte, wurde der Unterart-Status jedoch wieder in Frage gestellt. Genetische Analysen der Mitochondrien-DNS ergaben nun zweifelsfrei, dass es sich beim Darwin-Fuchs um eine eigenständige Art handelt und Darwin letztendlich recht hatte.

## Merkmale
Der Darwin-Fuchs hat ein dunkelbraunes Fell mit rötlichen Bereichen am Kopf und im Gesicht. Er paart sich nicht mit anderen Lycalopex-Arten und ist kleiner und dunkler gefärbt als diese. Auch sind seine Beine kürzer als die der Arten vom Festland. Mit 2–4 Kilogramm ist er kleiner als ein Argentinischer Kampfuchs (Lycalopex griseus), der 5–10 Kilogramm wiegt.

## Verbreitung
Im späten Pleistozän war die Insel Chiloé über eine Landbrücke mit dem südamerikanischen Kontinent verbunden. Dichte Wälder bedeckten die Insel und angrenzenden Teile des Südens von Südamerika. Diese bewohnte der Darwin-Fuchs, der sich früh von einem gemeinsamen Vorfahren des Argentinischen Kampfuchses (Lycalopex griseus) und des Andenschakals (Lycalopex culpaeus) abgespalten hatte. Vor etwa 15.000 Jahren versank diese Landbrücke im Meer, da der Meeresspiegel durch das Abschmelzen der eiszeitlichen Gletschermassen anstieg. Dadurch entstanden zwei getrennte Populationen des Darwin-Fuchses, eine auf der Insel, die andere auf dem Festland. Dort findet man sie heute, allerdings ist das Verbreitungsgebiet auf dem Festland durch klimatische Ursachen und menschliche Aktivitäten stark zusammengeschmolzen und heute auf ein kleines Gebiet um den Nahuelbuta-Nationalpark beschränkt.

## Lebensweise
Der Darwin-Fuchs ist anscheinend ein typisches Waldtier, der die südlichen, gemäßigten Regenwälder bewohnt. Er ist vor allem in der Dämmerung und vor Sonnenaufgang aktiv.

### Ernährung und Jagdverhalten
Der Darwin-Fuchs ist ein Allesfresser, der sich leicht an die jeweiligen Gegebenheiten anpasst. Seine Nahrung besteht zu größeren Teilen aus Insekten sowie aus kleineren Säugetieren (Nagetiere, Hasen und Pudus), Vögeln, Lurchen und Reptilien. In manchen Monaten steigt der Anteil von Früchten und Beeren in der Nahrung auf 20 Prozent. Für die Festlandpopulation sind auch Pflanzensamen von Bedeutung. In seltenen Fällen frisst der Darwin-Fuchs Aas von mittelgroßen Haustieren. Auf Chiloé jagt jeder Fuchs normalerweise allein, obwohl schon mehrere Tiere an einem Kadaver gesichtet wurden.

### Sozialverhalten und Fortpflanzung
Studien mit Kamerafallen lassen vermuten, dass Darwin-Füchse auf Chiloé außerhalb der Paarungszeit einsam leben. Jedes Tier hat ein etwa 1,5 km² großes Revier, das es mit mehreren anderen Männchen und Weibchen teilt. Für die Paarung lebt das Männchen wenige Tage mit einem Weibchen zusammen und verlässt es dann wieder, so dass Jungtiere der Inselpopulation nur von ihren Müttern betreut werden. Paarung und Jungtieraufzucht erfolgen zwischen Oktober und Januar. Vor der Geburt sucht das Weibchen ein natürliches Versteck, wie etwa Felsspalten, auf.
Auf dem Festland halten die monogamen Paare länger und hier bewacht das Männchen die Jungtiere, wenn das Weibchen auf Nahrungssuche ist. Im Normalfall werden zwei bis drei Jungtiere geboren. Säugende Weibchen konnten im Nationalpark zwischen Oktober und Februar beobachtet werden. Mit Radiosendern ausgestattete Exemplare wurden etwa sieben Jahre alt.

## Bestand
Laut der IUCN gibt es 659–2499 ausgewachsene Darwin-Füchse auf Chiloé sowie dem Festland. 2016 stufte die IUCN die Art als „stark gefährdet“ ein. Die Zerstörung der Wälder um den Nationalpark und Hunde, die Seuchen einschleppen und die Füchse attackieren, sind die Hauptursachen für die niedrigen Populationsdichten.